# David C. Lindberg
David Charles Lindberg (Minneapolis, 1º novembre 1935 – Madison, 6 gennaio 2015) è stato uno storico della scienza statunitense.
I suoi interessi di ricerca si sono focalizzati principalmente sulla storia della scienza medievale e della prima età moderna. Presidente della History of Science Society, nel 1999 ricevette la Medaglia George Sarton.

## Biografia
David Charles Lindberg si laureò in fisica alla Northwestern University e conseguì il dottorato in storia e filosofia della scienza presso l'Università dell'Indiana.
Fu professore emerito di storia della scienza ed ex direttore dell'Institute for Research in the Humanities presso l'Università del Wisconsin-Madison. Autore o curatore di più di una dozzina di libri, ricevete borse di studi e finanziamenti dalle seguenti istituzioni:  il John Simon Guggenheim Memorial Foundation, la National Science Foundation, il National Endowment for the Humanities, l'Institute for Advanced Study di Princeton, la History of Science Society, la Medieval Academy of America e l'Università del Wisconsin-Madison.
Insieme a Ronald Numbers curò due antologie sul rapporto tra religione e scienza. Sempre con Numbers, Lindberg fu redattore generale della Cambridge History of Science in otto volumi e con Michael Shank fu curatore del suo volume sulla scienza medievale. Fu presidente della History of Science Society e ha ricevuto il suo più alto premio alla carriera accademica: la medaglia Sarton.

## Pubblicazioni selezionate
- John Pecham and the Science of Optics: Perspectiva Communis (1970) ISBN 978-0-299-05730-5
- Theories of Vision from al-Kindi to Kepler (1976) ASIN B000OPS4RC; (1996) ISBN 978-0-226-48235-4
- Science in the Middle Ages (1978) ISBN 978-0-226-48233-0
- Studies in the History of Medieval Optics (1983) ISBN 978-0-86078-134-9
- Roger Bacon's Philosophy of Nature (1983) ISBN 978-0-19-858164-2; (1997) ISBN 978-1-890318-75-8
- The Genesis of Kepler's Theory of Light: Light Metaphysics from Plotinus to Kepler (1976) ASIN B00073BMM0
- God and Nature (editor, with Ronald Numbers) (1986) ISBN 978-0-520-05538-4
- Reappraisals of the Scientific Revolution (editor, with Robert S. Westman) (1990) ISBN 978-0-521-34804-1
- The Beginnings of Western Science, 600 B.C. to A.D. 1450 (1992) ISBN 978-0-226-48231-6
- Roger Bacon and the Origins of Perspectiva in the Middle Ages (1996) ISBN 978-0-19-823992-5
- When Science and Christianity Meet (editor, with Ronald Numbers) (2003) ISBN 978-0-226-48214-9